# Голяма награда на Сизърс Палас
Голямата награда на Сизърс Палас е кръг от световния шампиоанат на ФИА – Формула 1.
Състои се само 2 пъти – през сезони 1981 и 1982, като и в двата случая е последният кръг от шампионата. Пистата е временна и се намира на паркинга на известния хотел и казино „Сизърс Палас“ в Лас Вегас, Съединените американски щати.
Въпреки това тя е достатъчно широка за изпреварвания и има широки зони за сигурност, покрити с пясък, а настилката е изключително гладка. Въпреки това тя не се харесва на пилотите, защото посоката на движение е обратна на часовниковата стрелка и пустинната жега е непоносима. След сезон 1982 състезанието е извадено от календара на Формула 1, защото не успява да привлече достатъчно публика.
През 1995 и 2005 г. се появяват слухове, че Лас Вегас отново ще влезе в календара на Формула 1, но те остават непотвърдени.
През 1983 и 1984 г. на тази писта се провеждат и 2 състезания от „Индикар“.

## Победители
| Година | Пилот           | Конструктор | Писта        | Статистика |
| ------ | --------------- | ----------- | ------------ | ---------- |
| 1981   | Алън Джоунс     | Уилямс-Форд | Сизарс Палас | Статистика |
| 1982   | Микеле Алборето | Тирел-Форд  | Сизарс Палас | Статистика |